# فايز الصياغ
فايز الصياغ (1942 - 17 أغسطس 2020) أكاديمي وباحث ومترجم وناقد وشاعر أردني. من مواليد الكرك عام 1942م، وفيها أكمل دراسته الثانوية. تابع تعليمه الجامعي في الجامعة الأميركية في بيروت، وحصل فيها على شهادة بكالوريوس في علم الاجتماع، ودبلوم الأدبيْن العربي والإنجليزي، ثم نال الماجستير في علم الاجتماع الصناعي، والدكتوراه في علم الاجتماع الاقتصادي من جامعة تورنتو – كندا، التي قام بالتدريس فيها كذلك قبل عودته إلى الأردن.
نشر إنتاجه الشعري الأول في عدد من المجلات الأدبية العربية مثل «الآداب» و«شعر» في بيروت و«المعرفة» في دمشق، و«الأفق الجديد» في القدس و«أفكار» في عمان التي أسهم في تأسيسها والإشراف على تحريرها. عمل مديرا للصحافة الأجنبية في وزارة الإعلام الأردنية، كما وأسس وترأس الإذاعة الإنجليزية في قطر. أصدر مجلة «الدوحة» الثقافية وتولى تحريرها. أسهم في إصدار وتحرير مجلة «السجل» وإطلاق مؤسسة «ترجمان» في الأردن. انصرف إلى الشؤون الأكاديمية والبحوث، قبل أن يتحول إلى مستشار وخبير في قضايا التنمية ومكافحة الفقر في البنك الدولي والأمم المتحدة، ثم في مركز الدراسات الاستراتيجية في الجامعة الأردنية. عمل في أواخر حياته مستشارا ومحررا ومترجما لتقارير «التنمية الإنسانية العربية» السنوية في برنامج الأمم المتحدة الإنمائي، وتقارير «المعرفة العربية» السنوية الصادرة عن الأمم المتحدة ومؤسسة محمد بن راشد آل مكتوم في دبي.
صدر له أكثر من خمسة وعشرين عملا بين موضوع ومترجم بالعربية والإنجليزية في المجالات الاجتماعية والثقافية، علاوة على الدراسات والبحوث في المجالات الأكاديمية والمحكمة.
تزوج الصحفية أنذاك والروائية والإعلامي لاحقا ليلى الأطرش عام 1968، ولهم ثلاثة أبناء، دانة وتميم ومادة.

## من المؤلفات المنشورة
1. «كلمات على الرمل» (مجموعة شعرية)، دار عويدات – بيروت، 1975
2. «الحب.. مثلا، وقصائد أخرى» (مجموعة شعرية)، المؤسسة العربية، بيروت 1988
3. «أصوات في القصة القصيرة الخليجية» (دراسة أدبية سوسيولوجية)، دار المها، الدوحة، 1989،
4. «التكامل الاقتصادي والاجتماعي في بلدان المشرق العربي» (مشترك) مركز الدراسات الاستراتيجية – عمان، جزأين، باللغتين العربية والإنجليزية 2002، 2003.
5. «الشارع العربي في زيارة جديدة: العلاقات بين العرب والغرب»، (مشترك) مركز الدراسات الاستراتيجية – عمان، بالعربية والإنجليزية. 2005 .
6. «معان: أزمة مفتوحة» (مشترك) مركز الدراسات الاستراتيجية – عمان، بالعربية والإنجليزية، 2003
7. "التنظيم الاجتماعي الاقتصادي للعرب في كندا (بحث)، بالإنجليزية، دار كاناديان سكولارز – تورنتو، 2010.

## من المترجمات الأخيرة المنشورة
(من مؤلفات المؤرخ البريطاني العالمي إريك هوبزْباومْ Eric Hobsbawm):
- «عصر التطرفات»)تاريخ القرن العشرين الوجيز، والفترة بين 1991-2010) The Age of Extremes
- «عصر الإمبراطورية» (1875 – 1914) The Age of Empire
- «عصر رأس المال» (1848 – 1875 The Age of Capital)
- عصر الثورة (1789 – 1848) The Age of Revolution).
- "علم الاجتماع" Sociology, 4th Edition. " لعالم الاجتماع العالمي Anthony Giddens, أنطوني غدنز.
- بيكاسو: نجاحه وإخفاقه" تأليف جون بيرجير، 2010

صدرت كلها عن مؤسسة ترجمان (عمان)/ المنظمة العربية للترجمة (بيروت) بين عامي 2005-2010

## الجوائز
نال العديد من الجوائز ومظاهر التكريم، من بينها:
- جائزة الشيخ زايد الدولية للترجمة 2008 عن ترجمة «علم الاجتماع» Sociology تأليف أنطوني غدنز
- جائزة الملك عبد الله بن عبد العزيز العالمية للترجمة 2009 عن ترجمة «عصر رأس المال») The Age of Capital للمؤرخ: [إريك هوبْزْباوْم].

## عضويته
- جمعية علماء الاجتماع العرب،
- رابطة الكتاب الأردنيين،
- اتحاد الأدباء العرب،
- الجمعية الدولية لدراسات الفقر المقارنة Comparative Research On Poverty (CROP)،
- الجمعية الأردنية للبحث العلمي،
- منظمة القلم العالمية PEN INTERNATIONAL – فرع الأردن PEN JORDAN⇐

## وفاته
توفي يوم الاثنين 17 أغسطس 2020 الموافق 27 ذو الحجة في العاصمة الأردنيّة عمّان، عن عمر ناهز 78 عامًا.